# Матюхин, Василий Григорьевич
Василий Григорьевич Матюхин — конструктор ходовой части танка Т-34, руководитель группы, лауреат Сталинской премии (1948).

## Биография
Родился 28 февраля 1909 в селе Каменское Екатеринославской губернии.
В октябре 1934 года после окончания Днепродзержинском металлургического института призван в РККА и направлен в Харьков в танковую часть. В составе группы Н. Ф. Цыганова работал над усовершенствованием танков БТ.
В марте 1937 года демобилизован и переведён в конструкторское бюро завода № 183 имени Коминтерна (директор КБ — Михаил Ильич Кошкин). Возглавил конструкторскую группу по разработке ходовой части нового танка, который получил название Т-34.
После выхода на пенсию жил в Харькове. Умер не ранее 1985 года.

## Награды и звания
Лауреат Сталинской премии 1948 года.
Награждён орденами Ленина, Красной Звезды, медалями, в том числе «За победу над Германией в Великой Отечественной войне 1941—1945 гг.»